# Doboj Jug
Doboj Jug („Doboj Süd“) ist eine Gemeinde im Kanton Zenica-Doboj der Föderation Bosnien und Herzegowina in Bosnien und Herzegowina.

## Gliederung
Doboj Jug besteht aus zwei Ortsteilen:
- Matuzići
- Mravići

## Bevölkerung
Nach der Volkszählung 2013 hatte Doboj Jug 4137 Einwohner:
| Ethnie      | Anzahl | %      |
| ----------- | ------ | ------ |
| bosniakisch | 4017   | 97,1 % |
| kroatisch   | 24     | 0,6 %  |
| serbisch    | 9      | 0,2 %  |
| andere      | 87     | 2,1 %  |
| Gesamt:     | 4137   | 100 %  |

## Geschichte
Die Gemeinde wurde erst nach dem Bosnienkrieg am 10. März 1998 aus zwei vor dem Krieg zu Doboj gehörigen Dörfern mit mehrheitlich bosniakischer Bevölkerung gebildet und ist 10,2 km² groß. Die Stadt Doboj selbst gehört zur Republika Srpska, während Doboj Jug der Föderation Bosnien und Herzegowina angehört.